# 356-й истребительный авиационный полк
356-й истребительный авиационный полк (356-й иап) — воинская часть Военно-воздушных сил (ВВС) Вооружённых Сил РККА, принимавшая участие в боевых действиях Советско-японской войны, выполнявшая задачи ПВО после войны и вошедшая в состав ВВС Казахстана после распада СССР.

## Наименования полка
За весь период своего существования полк своё наименование не менял:
- 356-й истребительный авиационный полк;
- 356-й истребительный авиационный полк ПВО;
- Войсковая часть Полевая почта 54835;
- 356-й истребительный авиационный полк ВВС Казахстана (Войсковая часть 50185);
- 610-я авиационная база ВВС Казахстана.

## История полка
356-й истребительный авиационный полк сформирован 15 марта 1944 года в 246-й истребительной авиационной дивизии 12-й воздушной армии Забайкальского фронта на аэродроме г. Ундурхан (Монголия) на основе личного состава Учебного центра 246-й иад по штату 015/284 на самолётах И-16 на основании Директива Начальника Главного организационного управления ГШ КА. В апреле 1945 года полк был переформирован по штату 015/364, а к концу мая перевооружён на истребители Як-9.
В составе 246-й иад 12-й воздушной армии Забайкальского фронта принимал участие в советско-японской войне на самолётах Як-3 и Як-9 в период с 9 августа 1945 года по 3 сентября 1945 года.
За период боевых действий в Советско-японской войне:
- Совершено боевых вылетов — 116, из них: на разведку — 37, на сопровождение бомбардировщиков — 34, на перехват — 2, на прикрытие войск — 30, на штурмовку — 5, на патрулирование — 4, на свободную охоту — 4.
- Встреч с самолётами противника и воздушных боев не было. Уничтожено самолётов на аэродромах — 4. Уничтожено при штурмовках: паровозов — 1, вагонов — 3, складов — 1, ангаров — 1.

После войны полк входил в состав 246-й истребительной авиационной Мукденской дивизии в составе 12-й воздушной армии (впоследствии 45-й воздушной армии), ВВС Забайкальского военного округа. В 1957 году 356-й истребительный авиационный полк был передан в состав войск ПВО и получил наименование 356-й истребительный авиационный полк ПВО. В 1960 году полк вошёл в состав 33-й дивизии ПВО 14-й отдельной армии ПВО, а в мае 1960 года перебазировался на аэродром Семипалатинск.
В связи с распадом СССР с 1 января 1992 года полк перешёл под юрисдикцию Казахстана. В 2002 году был переформирован в 610-ю авиационную базу.

## Командиры полка
- капитан, майор Корнилов Александр Сергеевич[3], 03.1944 — 12.1945

## Участие в операциях и битвах
- Маньчжурская операция
  - Хингано-Мукденская наступательная операция — с 9 августа 1945 года по 2 сентября 1945 года.

## Благодарности Верховного Главнокомандующего
За проявленные образцы мужества и героизма Верховным Главнокомандующим лётчикам полка в составе 246-й иад объявлены благодарности за занятие Маньчжурии, Южного Сахалина и островов Сюмусю и Парамушир.

## Лётчики-асы полка
| Фамилия, имя отчество    | Награды | Сбито самолётов (+ в группе) | Примечание |
| ------------------------ | ------- | ---------------------------- | --- |
| Саркисян Леон Михайлович |         | 12 + 0                       | Лётчик полка: в Советско-японской войне, боевую работу вёл на Як-9 в составе 356-го иап. Сбитых самолётов противника нет. Боевых вылетов: 14. Всего боевых вылетов: 189; воздушных боев: 47 |

## Самолёты на вооружении
| Период         | Самолёты | Фото                            | Период            | Самолёты | Фото                   |
| -------------- | -------- | ------------------------------- | ----------------- | -------- | ---------------------- |
| 03.1944 — 1945 | И-16     | Polikarpov I-16-Spain (clipped) | 04.1945 — 11.1946 | Як-9     | Як-9                   |
| 08.1945 — 1952 | Як-3     | Як-3                            | 1952 — 1956       | МиГ-15   | МиГ-15                 |
| 1956 — 1961    | МиГ-17   | МиГ-17                          | 09.1960 — 1963    | Як-25М   | Як-25М в Музее в Моино |
| 12.1961 — 1968 | Су-9     | Су-9                            | 10.1963 — 1968    | Як-28Р   | Як-28                  |
| 1968 — 1986    | Ту-128   | Ту-128                          | 05.1986 — 2016    | МиГ-31   | МиГ-31                 |

## Базирование
| Период                  | Аэродром                    |
| ----------------------- | --------------------------- |
| 10.1945 — 18.02.1947    | Обо-Самен (Дадал), Монголия |
| 18.02.1947 — 28.07.1957 | Борзя, Читинская область    |
| 28.07.1957 — 05.1960    | Иркутск                     |
| 05.1960 — 2001          | Семипалатинск, Казахстан    |
| 2001 — 2016             | Караганда, Казахстан        |